# Däcksbalk
Däcksbalkarna är befästa i balkvägaren som är träbåtens inre längsgående förstärkning som är fäst i spanten. Däcksbalkarna är infällda i balkvägaren med en laskning. Dubbel eller enkel laxstjärt användes. Däcksbalkarna har en bukt uppåt, den så kallade däcksbalksbukten för att vatten ska rinna av från däcket. Däcksbalkar är träbåtens övre tvärgående förstärkning för anbringande av däcket och ruffsidor, däckshus, samt sarg. Däcket kan bestå av sponthyvlat trä eller plankor hyvlade i kant för drevning, eller vara gjort av plywood med efterföljande ytbehandling. I modern tid är oftast däcket lagt med ribb i något träslag, vanligast teak, mahogny och pitch pine eller oregon pine, och nåtat med någon elastisk nåtmassa.